# 오이노마오스

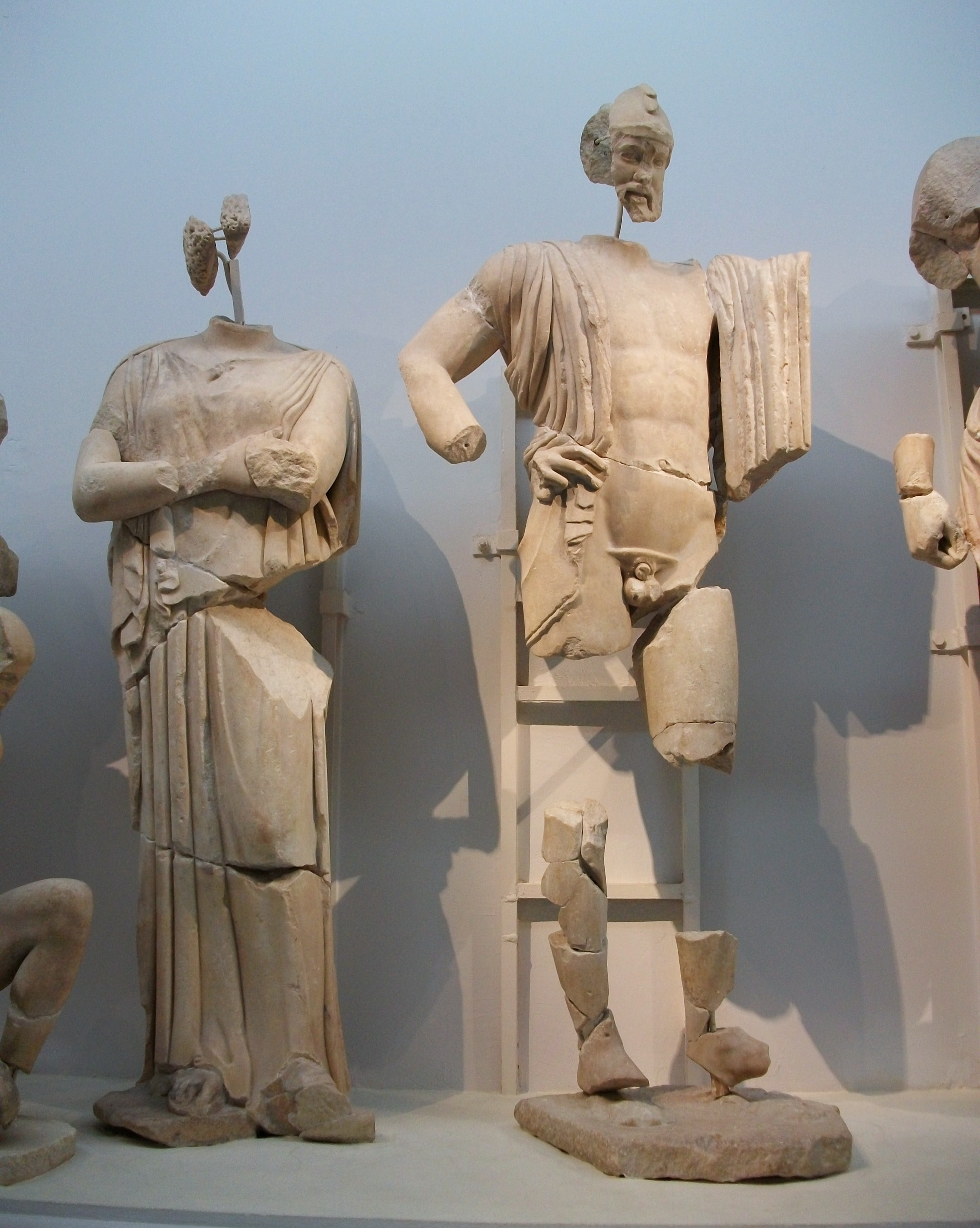

그리스 신화에서 오이노마오스는 고대 그리스 피사의 왕이며, 히포다메이아의 아버지였다. 전쟁의 신 아레스의 아들이며, 어머니는 하신 아소포스의 딸인 나이아드 하르피나이거나 플레이아데스 스테로페이다. 스테로페는 오이노마오스의 어머니가 아니라 아내라는 전승도 있다.
스테로페가 아내가 아닌 경우에, 오이노마오스가 결혼한 것은 아크리시오스와 아르고스의 에우리디케의 딸인 에바레테이거나 다나오스의 딸 에우뤼토에이다. 오이노마오스는 히포다메이아를 비롯하여 레우킵포스, 알키페를 자식으로 두었다.

## 히포다메이아의 구혼
오이노마오스는 자신의 사위에게 죽을 것이라는 예언을 듣고, 히포다메이아에게 구혼하러 오는 청년들에게 전차경주 시합을 제안했다. 구혼자들은 히포다메이아를 싣고 도망쳐야 했는데, 오이노마오스에게 따라잡히면 그 자리에서 죽임을 당했다. 오이노마오스는 살해한 구혼자들의 머리를 집에 걸어 두었다고도 한다. 펠롭스는 구혼하기 전에 포세이돈에게 청하여 날개달린 말이 끄는 전차를 받았다. 그리고 왕의 전차지기인 뮈르틸로스를 매수해서 전차의 바퀴를 고정하는 못을 청동이 아닌 밀랍으로 바꾸었다. 전차 시합에서 오이노마오스는 바퀴가 빠진 전차에서 굴러 떨어져 죽고, 후에 뮈르틸로스는 히포다메이아를 겁탈하려다 펠롭스에게 살해당한다. 뮈르틸로스는 펠롭스를 저주하며 죽었고, 펠롭스의 자손들은 대대로 비극에 시달리게 된다.